# Li Shuangjiang
Li Shuangjiang (chino simplificado: 李双江; chino tradicional: 李雙江, pinyin: Lǐ Shuangjiang (nacido el 10 de marzo de 1939) es un cantante y militar chino.

## Biografía
Li Shuangjiang nació en Harbin, Heilongjiang, Manchukuo en 1939. Li asistió al Conservatorio Central de Música cuando tenía unos veinte años. Después de graduarse de la universidad, fue asignado para trabajar en música y danza en el ejército de su país. A la edad de treinta años, se unió al Ejército de Liberación del Pueblo Chino Naval de Canto y Danza. Lanzó su primer álbum discográfico y vendió tres millones de copias por la edad de 32 años. Actualmente es profesor del Conservatorio Central de Música en China.

## Vida personal y familia
Ding Ying (丁 英) fue su primera esposa. Ella era una bailarina y tuvieron un hijo llamado Li He (李贺).
En 1990, a los 51 años de edad, se casó con Meng Ge en Pekín. Ella fue su alumna del Conservatorio Central de Música. Tuvieron un hijo llamado Li Tianyi (李天 一). Meng Ge también es una reconocida cantante y militar.
Su hijo Li Tianyi en su juventud, se ha convertido en un personaje de controversias y de escándalos. En el 2011 atacó a una pareja por una disputa de tráfico y amenazó a los testigos, fue acusado Li Tianyi por conducir ilegalmente un BMW en su momento. Más adelante es condenado a un año de prisión en un campo de trabajo. Como resultado, Li Shuangjiang fue ridiculizado por los medios de comunicación, por no controlar la educación de su hijo y se vio obligado a emitir una disculpa pública. En julio de 2013, Tianyi, con 17 años de edad, fue arrestado bajo acusación por haber participado en una violación en grupo hacia una mujer en un hotel de Pekín, junto con otras cuatro personas. Fue juzgado con arrestos entre 3 a 10 años en la cárcel. El juicio de los cinco acusados comenzó a finales de agosto de 2013. El 26 de septiembre de 2013, Li Tianyi fue condenado a 10 años de prisión.